# Aname nigrotarsa
Espèce
Aname nigrotarsa est une espèce d'araignées mygalomorphes de la famille des Anamidae.

## Répartition
Cette espèce est endémique du Queensland en Australie. Elle se rencontre dans les environs de Mount Molloy (en), Almaden (en) et Ravenshoe.

## Description
La femelle holotype mesure 22,79 mm.

## Systématique et taxinomie
Cette espèce a été décrite en 2025 par Jeremy D. Wilson (d), Mark S. Harvey, Leigh W. Simmons (d) & Michael G. Rix.

### Publication originale
- (en) Jeremy D. Wilson, Mark S. Harvey, Leigh W. Simmons et Michael G. Rix, « An integrative systematic revision of the wishbone spiders (Araneae: Anamidae: Aname L. Koch, 1873) of subtropical and tropical eastern Australia, with the description of 55 new species », European Journal of Taxonomy, Consortium of European Natural History Museums (d), vol. 985,‎ 2025, p. 1-298 (ISSN 2118-9773, OCLC 758480175, DOI 10.5852/ejt.2025.985.2845, lire en ligne).